# What Would You Do? (programma televisivo 2008)
What Would You Do?, conosciuto anche con l'acronimo WWYD è un programma televisivo statunitense di indagine sociale, presentato con riprese nascoste che affrontano problematiche quotidiane, in onda su ABC dal 2008.

## Storia
Ideato come format di esperimento sociale, condotto dalla prima edizione da John Quiñones, venne commissionato dalla rete televisiva ABC nel 2008, a seguito dello sciopero degli sceneggiatori della Writers Guild of America del 2007. Interrotta nel 2020 a seguito della pandemia di COVID-19, viene annunciata dal 2023 la creazione di una nuova edizione.